# Machaerium myrianthum
Machaerium myrianthum är en ärtväxtart som beskrevs av George Bentham. Machaerium myrianthum ingår i släktet Machaerium och familjen ärtväxter. Inga underarter finns listade i Catalogue of Life.